# Siadło (jezioro)
Siadło (Kuźnia) – przepływowe jezioro wytopiskowe Pojezierza Bytowskiego, na wschód od Miastka, na obrzeżach wsi Świeszynko (gmina Miastko, powiat bytowski, województwo pomorskie). Przez akwen jeziora przepływa Brda. Ogólna powierzchnia akwenu jeziora wynosi 14,2 ha.